# Ōuchi Yoshitaka

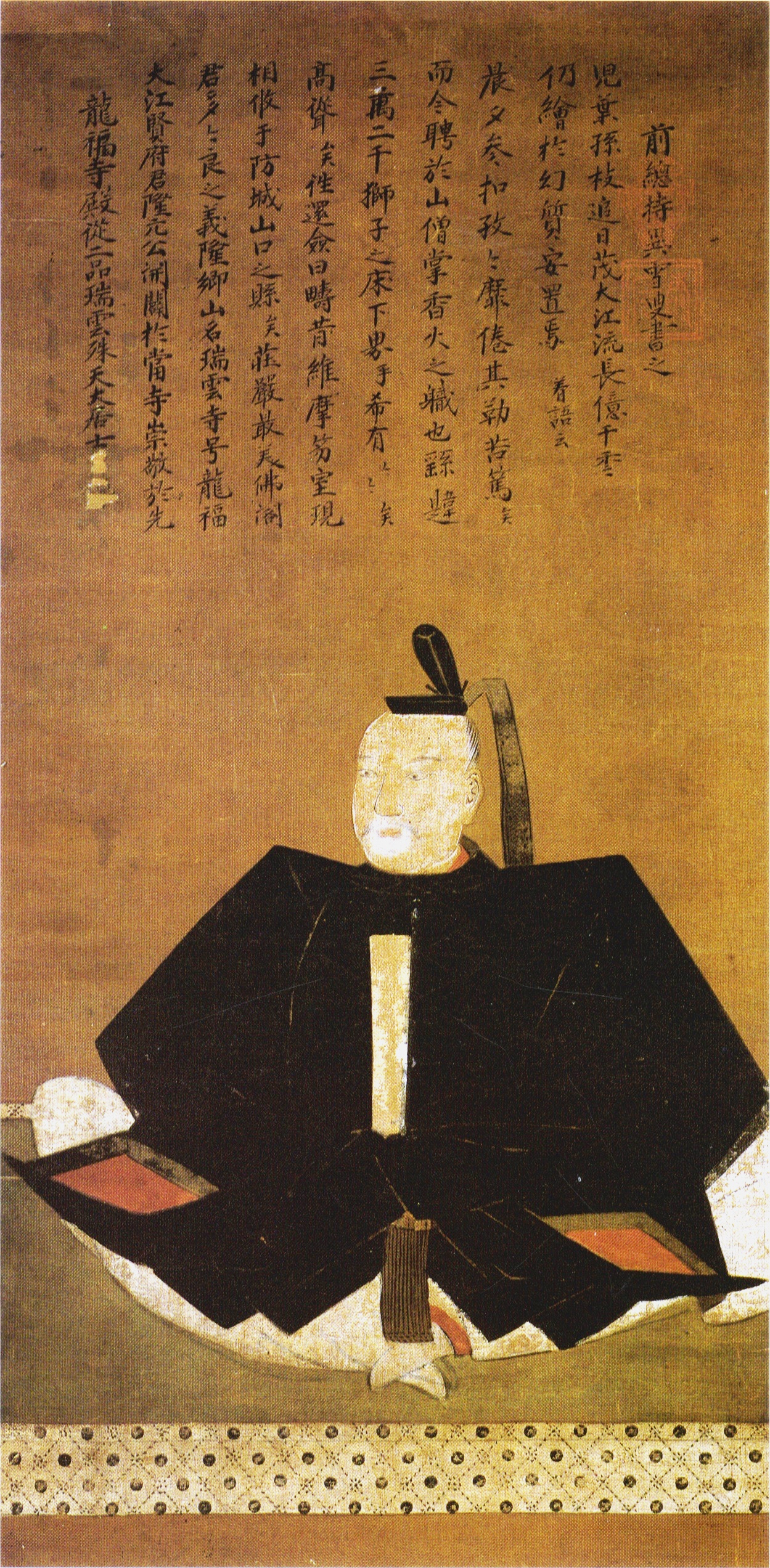
Ōuchi Yoshitaka

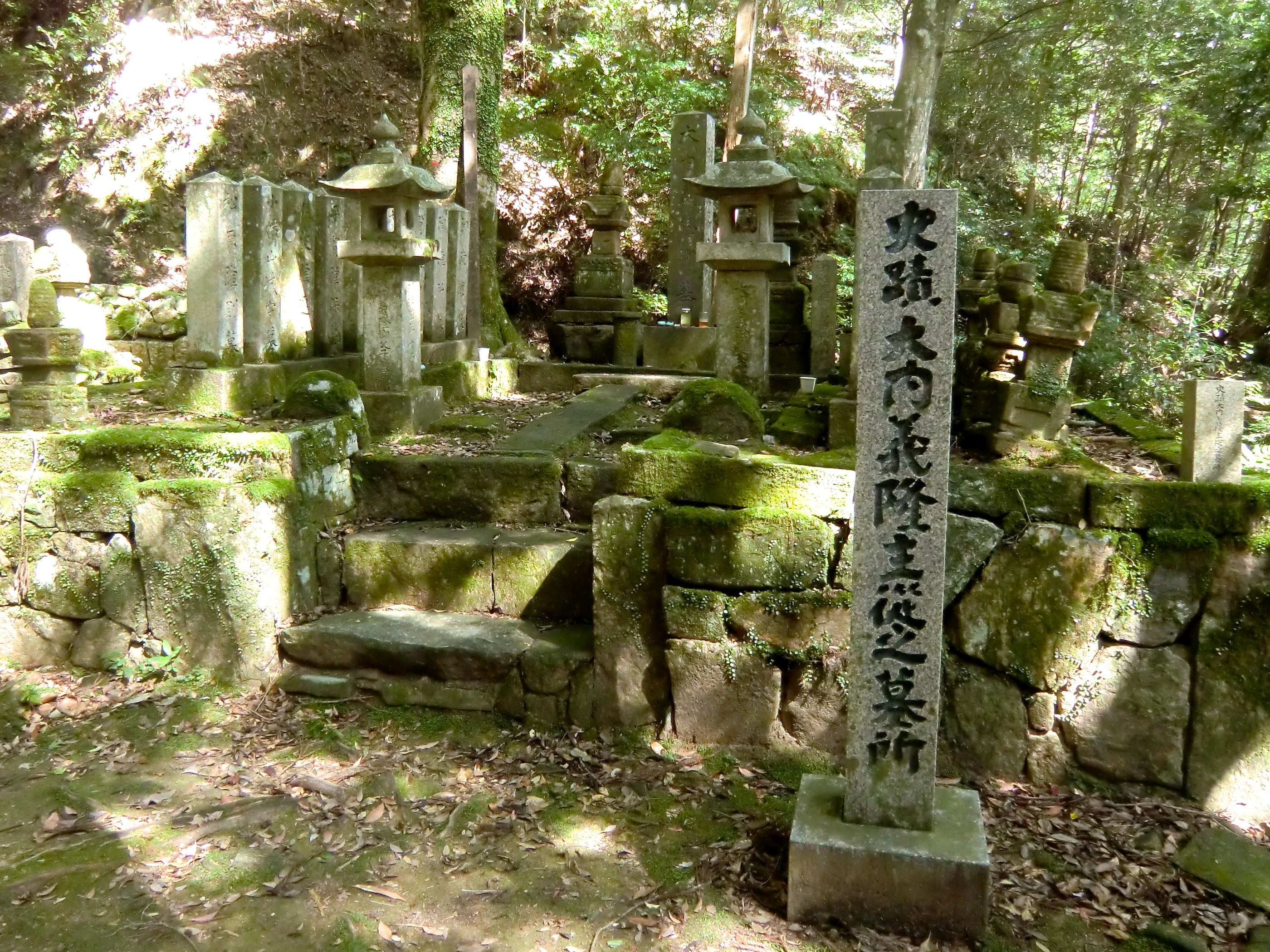
Grab von Ōuchi und Reizei

Ōuchi Yoshitaka (japanisch 大内 義隆; geboren 18. Dezember 1507 in Yamaguchi (Provinz Suō); gestorben 30. September 1551 in Nagato) war ein japanischer Kriegsherr  der Sengoku-Zeit.

## Leben und Wirken
Ōuchi Yoshitaka war Sohn von Ōuchi Yoshioki (大内 義興; 1477–1528) und dessen Frau, Tochter von Naitō Hironori (内藤 弘矩; 1446–1495) und hatte den Kindheitsnamen Kamedōmaru (亀童丸). Er bekleidete dann offiziellen Positionen, wie zum Beispiel Suōsuke (周防介), Sakyō Daiyu (左京大夫), Dazai Daini (大宰大弐), Sahyōe Gonjo (左兵衛権佐), Hyōbu Gondaisuke (兵部権大輔), Iyosuke (伊予介) und Hyōbukyō (兵部卿). Auch sein Rang stieg von „Junior Fifth Rank, Lower Grade“ (従五位下, Jugoinoge) auf den „Junior Second Rank“ (従二位). 1528 übernahm er die Leitung der Familie, nachdem sein Vater an einer Krankheit gestorben war.
Im Jahr 1536, als die Shōni-(少弐)- und die Ōtomo-(大友)-Streitkräfte dem Ōuchi-Klan in Kyūshū feindlich gegenüberstanden, entsandte Yoshitaka seinen Vasallen Sue Okifusa (陶 興房; 1475–1539), der den Shōni-Klan überwältigte. Im September 1536 nahm sich Shōni Sukemoto (少弐資元; 1489–1536) das Leben. Im Mai desselben Jahres wurde Yoshitaka zum Dazai Daini ernannt und übertraf damit den Shōni-Klan in Bezug auf offizielle Ämter. Im selben Jahr wurde durch Vermittlung des Shogunats Frieden mit dem Ōtomo-Klan geschlossen.
Im folgenden Jahr, 1538, schickte Yoshitaka seine Gefolgsleute in die Provinz Aki, um Amago Haruhisas (尼子 晴久, 1514–1561) Vormarsch nach Aki entgegenzuwirken, und ein Jahr später ging er zusammen mit seinem Sohn Harumochi (大内 晴持; 1524–1543) selbst an die Front. Im Januar 1540 besiegte er den Amago-Klan und versuchte, die Provinzen Aki und Bingo zu unterwerfen. Im Jahr 1541 unternahm er eine Expedition in die Provinz Izumo, um das Hauptquartier des Amago-Klans einzunehmen. Im Mai 1542 brachen die Ōuchi-Streitkräfte jedoch zusammen, Harumochis Schiff kenterte, und er ertrank. Danach entsandte Yoshitaka Truppen in die Provinzen Aki, Bingo und Iyo, um gegen die Anti-Ōuchi-Kräfte zu kämpfen.
Ōuchi verkehrte mit den Adligen, die nach Yamaguchi kamen, das sich zu einer bedeutenden Stadt entwickelt hatte. Er verfügte über umfassende Kenntnisse der Literatur und verkehrte mit der Ming-Dynastie und Korea. Insbesondere im Handel mit Ming konnte er die Hosokawa (細川氏) verdrängen und im Monopole Schiffe dorthin schicken. Er zeigte wohlwollendes Interesse an dem christlichen Missionar Francis Xavier und regte die Jesuiten an, seinen Ruhm als „König von Yamaguchi“ bis nach Europa zu verbreiten.
Später wuchs jedoch unter Ōuchis Vasallen die Unzufriedenheit mit Yoshitakas Politik des Schutzes von Tempeln und Schreinen. 1551 rebellierten Sue Harukata (1521–1555) und andere, teilweise auch aufgrund von Konflikten mit Ōuchis mächtigen Vasallen. Yoshitaka floh zum Tempel Tainei-ji (大寧寺) in Nagato, doch als die Streitkräfte des Sue-Klans sich ihm näherten, beging er, unterstützt von Reizei Takatoyo (冷泉 隆豊; 1513–1551), Seppuku.